# Lauren Holt
Lauren Elizabeth Holt (Charlotte, 12 marzo 1991) è un'attrice e comica statunitense.
Ha iniziato la sua carriera con la Upright Citizens Brigade, una compagnia comica di improvvisazione e sketch di Los Angeles. Nel 2020, Holt, insieme ad Andrew Dismukes e Punkie Johnson, è stata assunta per unirsi al cast di Saturday Night Live della NBC come ospite fisso, apparendo durante la 46ª stagione del programma tra il 2020 e il 2021.

## Biografia
Holt è nata a Charlotte, in Carolina del Nord, ed è la figlia dell'artista Lyn Holt e l'imprenditore Harris Holt. Holt si è diplomata alla Myers Park High School nel 2009. Ha frequentato l'Università della Carolina del Nord a Greensboro, dove è stata membro del Sigma Sigma Sigma, laureandosi con un Bachelor of Fine Arts in studio d'arte nel 2013.

## Filmografia

### Attrice
- Til It Happens to You, regia di Catherine Hardwicke (2015)
- Open Houses - serie TV, 1 episodio (2017)
- Los Paradise: Tell You How I Feel, regia di Jamie Ting (2017)
- Keep Calm and Tampon, regia di Claudia Lonow (2017)
- Party in the Car, regia di Ashleigh Stanczak (2017)
- Parent Teacher Conference, regia di Ashleigh Stanczak (2018)
- 100 Girls Breakup with Us - special TV (2018)
- Hunky-Dory Soda Pop!, regia di Kalle Pascal e Kingsley Pascal (2018)
- Strange Beverly, regia di Meghan Frederico (2018)
- The Filth - serie TV, 3 episodi (2019)
- Hypocrite, regia di Brett Maline (2019)
- It Listens from the Radio - serie TV, 1 episodio (2020)
- Saturday Night Live - serie TV, 20 episodi (2020-2021)
- Morning Joe - serie TV, 1 episodio (2021)
- Barbie, regia di Greta Gerwig (2024)

### Doppiatrice
- Aqua Teen Forever: Plantasm, regia di Matt Maiellaro e Dave Willis (2022)
- Pastacolypse, regia di Matt Maiellaro (2023)
- Predator: Killer dei Killer (Predator: Killer of Killers), regia di Dan Trachtenberg e Joshua Wassung (2025)

## Doppiatrici italiane
Nelle versioni in italiano delle opere in cui ha recitato, Lauren Holt è stata doppiata da:
- Chiara De Simone in Barbie

Da doppiatrice è sostituita da:
- Margherita De Risi in Dream Productions
- Irene Trotta in Predator: Killer dei Killer